# Lance Ward
Lance Ward, född 2 juni 1978 i Lloydminster, Alberta, är en kanadensisk före detta professionell ishockeyspelare.

## Spelarkarriär
Lance Ward valdes som 10:e spelare totalt i NHL-draften 1996 av New Jersey Devils. Det blev dock inget spel för Ward i Devils och han återkom i NHL-draften 1998 där han valdes av Florida Panthers som 63:e spelare totalt.
Ward har representerat Florida Panthers och Mighty Ducks of Anaheim i NHL. Han har totalt spelat 209 NHL-matcher och gjort 4 mål och 12 assist för totalt 16 poäng. Han samlade dessutom på sig 391 utvisningsminuter. I AHL har han spelat totalt 247 matcher för Beast of New Haven, Louisville Panthers, Cincinnati Mighty Ducks och Binghamton Senators där han stått för 12 mål och 44 assist för totalt 56 poäng och 609 utvisningsminuter.
Under spelarstrejken i NHL säsongen 2004–05 spelade Ward inte alls. 5 juni 2006 skrev han ettårskontrakt med HV71 i Elitserien. Efter en säsong i Elitserien tackade Ward nej till en förlängning med HV71 och kontrakterades istället av österrikiska klubben Graz 99ers. I juni 2007 återkallade Graz kontraktet och angav att de inte hade för avsikt att betala ut någon lön till Ward. Ward återvände till Sverige och förlängde sitt kontrakt med HV71 för ytterligare en säsong.
Efter att ha vunnit SM-guld 2008 med HV71 skrev Ward kontrakt med det tyska laget Frankfurt Lions som spelar i den högsta tyska ishockeyligan DEL. Efter en säsong med Frankfurt skrev han återigen kontrakt med HV71 fram till och med säsongen 2010–11.

## Statistik
| 1994–95           | Red Deer Rebels         | WHL               | 28  | 0 | 0  | 0  | 29  | —  | — | — | — | —   |
| 1995–96           | Red Deer Rebels         | WHL               | 72  | 4 | 13 | 17 | 127 | 10 | 0 | 4 | 4 | 10  |
| 1996–97           | Red Deer Rebels         | WHL               | 70  | 5 | 34 | 39 | 229 | 16 | 0 | 3 | 3 | 36  |
| 1997–98           | Red Deer Rebels         | WHL               | 71  | 8 | 25 | 33 | 233 | 5  | 0 | 0 | 0 | 16  |
| 1998–99           | Fort Wayne Komets       | IHL               | 13  | 0 | 2  | 2  | 28  | —  | — | — | — | —   |
| 1998–99           | Beast of New Haven      | AHL               | 43  | 2 | 5  | 7  | 51  | —  | — | — | — | —   |
| 1998–99           | Miami Matadors          | ECHL              | 6   | 1 | 0  | 1  | 12  | —  | — | — | — | —   |
| 1999–00           | Louisville Panthers     | AHL               | 4   | 0 | 0  | 0  | 6   | —  | — | — | — | —   |
| 2000–01           | Florida Panthers        | NHL               | 30  | 0 | 2  | 2  | 45  | —  | — | — | — | —   |
| 2000–01           | Louisville Panthers     | AHL               | 35  | 3 | 2  | 5  | 78  | —  | — | — | — | —   |
| 2001–02           | Florida Panthers        | NHL               | 68  | 1 | 4  | 5  | 131 | —  | — | — | — | —   |
| 2002–03           | Florida Panthers        | NHL               | 36  | 3 | 1  | 4  | 78  | —  | — | — | — | —   |
| 2002–03           | Mighty Ducks of Anaheim | NHL               | 29  | 0 | 1  | 1  | 43  | —  | — | — | — | —   |
| 2003–04           | Mighty Ducks of Anaheim | NHL               | 46  | 0 | 4  | 4  | 94  | —  | — | — | — | —   |
| 2003–04           | Cincinnati Mighty Ducks | AHL               | 5   | 0 | 1  | 1  | 6   | —  | — | — | — | —   |
| 2005–06           | Binghamton Senators     | AHL               | 80  | 3 | 20 | 23 | 278 | —  | — | — | — | —   |
| 2006–07           | HV71                    | Elitserien        | 50  | 6 | 4  | 10 | 273 | 14 | 0 | 0 | 0 | 47  |
| 2007–08           | HV71                    | Elitserien        | 52  | 0 | 7  | 7  | 212 | 16 | 0 | 0 | 0 | 66  |
| 2008–09           | Frankfurt Lions         | DEL               | 41  | 1 | 2  | 3  | 86  | 1  | 0 | 0 | 0 | 0   |
| 2009–10           | HV71                    | Elitserien        | 30  | 0 | 3  | 3  | 73  | 9  | 0 | 0 | 0 | 10  |
| 2010–11           | HV71                    | Elitserien        | 11  | 0 | 0  | 0  | 22  | —  | — | — | — | —   |
| NHL totalt        | NHL totalt              | NHL totalt        | 209 | 4 | 12 | 16 | 391 | —  | — | — | — | —   |
| Elitserien totalt | Elitserien totalt       | Elitserien totalt | 143 | 6 | 14 | 20 | 580 | 39 | 0 | 0 | 0 | 123 |

Statistiken är från 7 december, 2011

## Meriter
- SM-guld med HV71 2008, 2010
- Elitserierekord för antal utvisningsminuter under en grundseriesäsong med 273 minuter.